# Tjaard
Tjaard ist ein männlicher Vorname friesischen Ursprungs. Die Bedeutung des Namens ist „Beschützer des Volkes“.

## Varianten und Ableitungen
Unter anderem sind diese Namen von „Tjaard“ abgeleitet:
männliche Vornamen
Tjeerd, Tjardo, Taggart, Tjeert, Tjaart, Tsjeard
weibliche Vornamen
Tjarda, Tjaarda
Sonstige Namen
Teard, Teardsje, Teartke, Teartske, Teerd, Teerde, Teertse, Tiaard, Tiard, Tjaarde, Tjaardina, Tjard, Tjarde, Tjardine, Tjardus, Tjare, Tjarsine, Tjeard, Tjeerdje, Tjeerdo, Tjeertine, Tsjaerd, Tsjaerdke, Tsjeardtsje, Tsjears, Tsjerd, Tsjerdtsje

## Namensträger

### Vorname
- Tjeerd Oosterhuis (* 1971), niederländischer Komponist und Musikproduzent
- Tjeerd van der Ploeg (* 1958), niederländischer Organist und Kirchenmusiker

### Familienname
- John Tjaarda (1897–1962), US-amerikanischer Produkt- und Autodesigner niederländischer Herkunft
- Tom Tjaarda (eigentlich Stevens Thompson Tjaarda Van Starkenberg, 1934–2017), US-amerikanischer Designer niederländischer Abstammung